# Fotometria diferencial
La fotometria diferencial és una de les dues variants de les quals disposa la fotometria per a determinar la lluentor dels diferents astres (asteroides, estrelles, planetes, galàxies, etc.). Es basa en l'ús de, almenys, dues estrelles distintes: una que es denomina estrella de calibratge i altra que es diu estrella de reconeixement; ambdues estrelles han de ser astres de lluentor i color bé determinats en algun sistema fotomètric amb la particularitat de no ser variables.
La tècnica és molt senzilla: amb qualsevol fotòmetre (fotoelèctric o CCD) es determina quina diferència de magnitud existeix entre l'estrella de calibratge i la de reconeixement pel que fa a la variable, l'únic astre que ha de canviar de lluentor amb el temps. Al representar la magnitud obtinguda en funció del temps es comprovarà que l'estrella variable canvia de lluentor de manera regular amb un cert període, major o menor en funció del tipus (RR Lyrae, estrella variable Cefeida, Mira, etc.) 
L'ús de l'estrella de reconeixement permet comprovar que la mateixa estrella no és, al seu torn, un astre variable: al representar la magnitud d'aquesta estrella en funció del temps es deu obtenir una línia pràcticament plana, sense tot just oscil·lacions. (Si no fos així una de les dues estrelles de referència és variable: caldria canviar d'estrelles.) 
La fotometria diferencial és la més usada pels aficionats que empren una CCD (fotometria CCD), ja que, en ser el camp visual del xip bastant petit (per exemple 13' x 8'), en la mateixa imatge es captura la variable, l'estrella de calibratge i la de revisió mèdica; com la distància zenital de les tres estrelles és pràcticament idèntica no cal determinar la massa d'aire ni l'extinció atmosfèrica, la qual cosa simplifica els resultats.
L'ús d'un xip CCD permet que, per exemple, es puguin seguir i estudiar un centenar d'estrelles distintes en una mateixa Fitxer: és el cas de capturar un cúmul obert o un cúmul globular. Utilitzant una seqüència fotomètrica adequada i filtres de color (fotometria en banda V, per exemple) és possible determinar les lluentors de les diferents estrelles amb una precisió de 0,001 magnituds.